# Pfarrhaus (Gnotzheim)

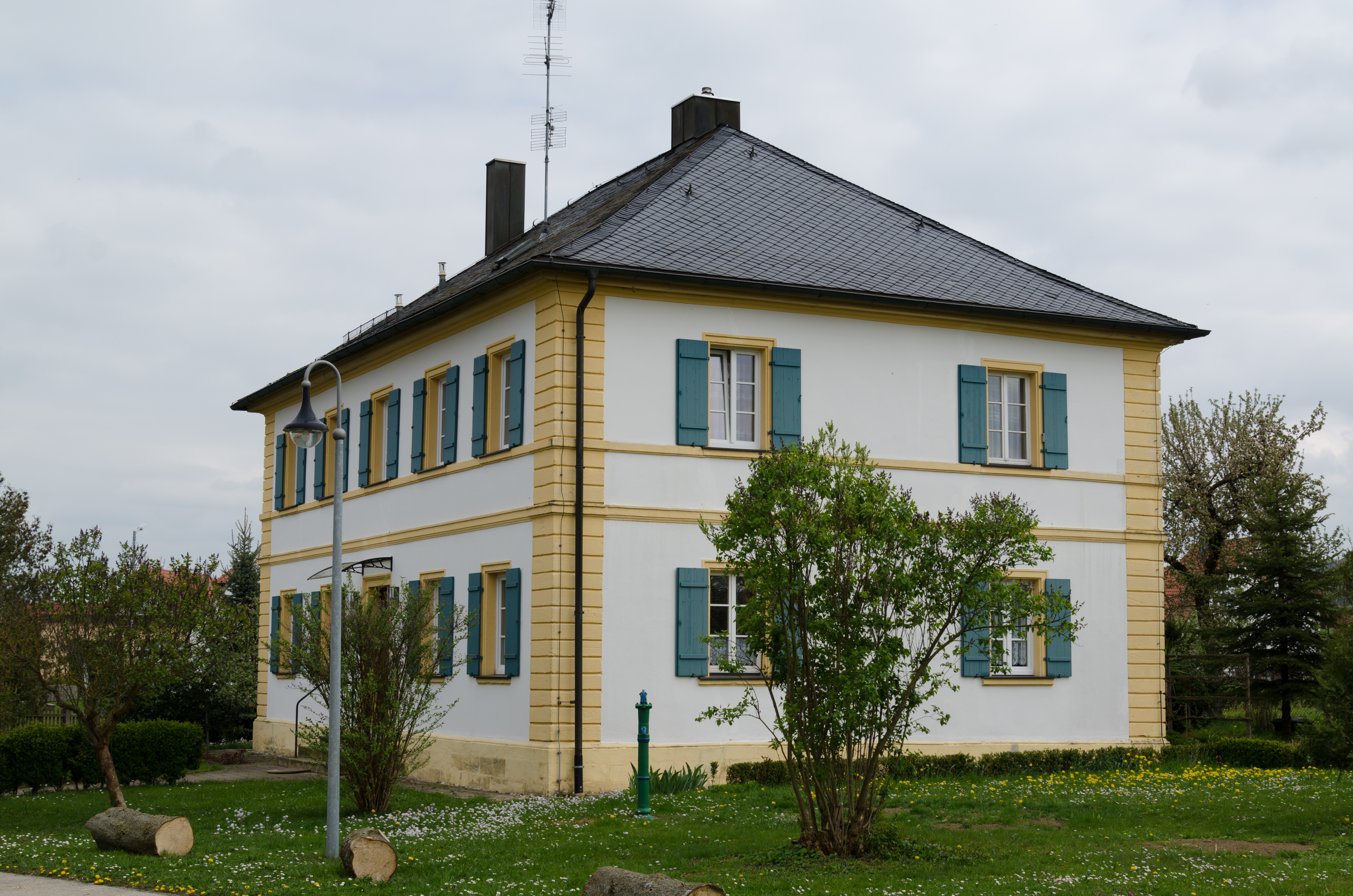
Pfarrhaus in Gnotzheim (2014)

Das Pfarrhaus in Gnotzheim, einer Marktgemeinde im mittelfränkischen Landkreis Weißenburg-Gunzenhausen in Bayern, ist ein geschütztes Baudenkmal. Das Pfarrhaus wurde 1840 errichtet, es steht an der Spielberger Straße 22 südlich der katholischen Pfarrkirche St. Michael.
Der zweigeschossige Walmdachbau mit rustizierten Ecklisenen und Gurtgesims besitzt fünf zu zwei Fensterachsen.
Das ehemalige Waschhaus im Pfarrgarten, ein eingeschossiger Satteldachbau, entstand im 18. Jahrhundert.